# لائوتسه
لائوتسه (‎/ˈlaʊdzə/‎, چینی: 老子)، در زبان مندرین، کاراکتر لائو(老) به معنی استاد و ژی(子) به معنی فرد یا شخص است و این نام، صفت اوست و با نام های زیادی از جمله ژانگ لو (چینی ساده: 张路; چینی سنتی: 張路; پین‌یین: Zhāng Lù) شناخته می شود. تا آنجایی که مدارک تاریخی نشان می‌دهد، او به احتمال زیاد، اولین فیلسوف مشهور چینی در زمان سلسله جو (۱۱۲۲ق.م - ۷۷۱ق.م) بود. اما برخی بر این باورند که شخصی به‌نام لائوتسه هرگز وجود نداشته‌است.

## بنیان‌گذاری آیین تائو

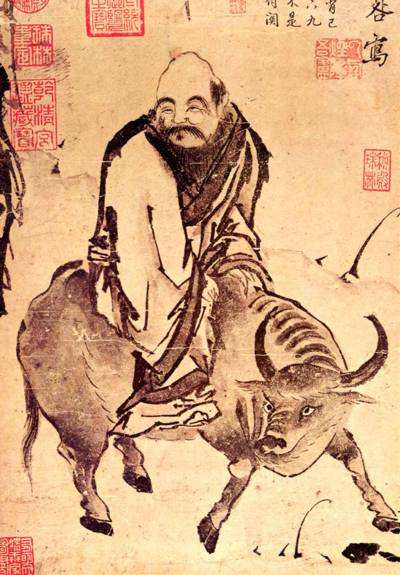
نقاشی از لائوتسه

«لائوتسه» در قرن پنجم یا ششم قبل از میلاد، «آیین تائو» را پایه‌گذاری کرد. وی از فلاسفه بزرگ چین به‌شمار می‌رود. لائوتسه به معنای حکیم سالخورده است. بنا به افسانه‌های چینی، نام او «وین لی» می‌باشد که در سال ۶۰۴ ق. م در ایالت «چو» متولد شده و در سال ۵۲۴ ق. م نیز وفات یافته‌است. کتاب مقدس آیین او دائو ده جینگ (کتاب طریقت و تقوی) شامل ۸۱ قطعه جمله قصار است.
وی بنیان‌گذار فلسفه و مذهب تائوئیسم است؛ مذهبی که آزادی‌خواه بوده و بر پایه رفتار نیک بنیان نهاده شده که تشریفات و رسوم مذهبی را بیهوده می‌داند. یکی از مورخان چینی به نام «سزوما چی ین» می‌نویسد: «لائوتسه از نیرنگ و فرومایگی سیاستمداران نفرت داشته و از شغل خود که کتابدار کتابخانه سلطنتی بوده، خسته می‌شود و چین را ترک می‌کند و هیچ‌کس به‌طور دقیق نمی‌داند که او در کجا و چگونه از دنیا رفته‌است.»

## تائوئیسم
جریان تائوئیسم به عنوان یک دین ملی و میهنی در مقابل بودائیسم که یک دین بیگانه و راه یافته به چین بود، قرار گرفت.
کسی که از آیین تائو پیروی می‌کند، مبنای باور خود را بر وحدت وجود قرار می‌دهد و با دوری از سخنان و ظواهر مادی و کنار گذاشتن عقل و اصرار بر سکوت، سعی در مکاشفه قلبی برای رسیدن به اصل تائو دارد. پیروان تائو در عین عمل به دستورهای این دین می‌توانند از سایر ادیان نیز پیروی کنند. در آئین تائو، تقوای سه‌گانه زیر شهرت فراوان دارد:
اقتصاد، سادگی در زندگی، اخلاق و نیکی به همه.
تائوئیسم با جنگ و خونریزی به شدت مخالف است. قتل، دزدی، فریب، نافرمانی از پدر و مادر، لاابالی‌گری و عدم توجه به خانواده، گناه است و مجازات دارد.
تائو (Tao) به معنی راه، خدا، خرد، واژه، معنا و منطق است. تائو بی‌شکل و بی‌نام، نادیدنی، ناشنیدنی، غیرقابل درک، ولی کامل‌ترین و برترین است. آرام و خاموش، اما در جنب و جوش ابدی است، خود را تغییر نمی‌دهد، ولی عامل تمامی تغییرها و دگرگونی‌هاست. ابدی و بی‌نهایت است و ریشه هستی، مادر و آفریننده بودنی‌ها و همه جهان است. انسان، وابسته به زمین است و زمین وابسته به آسمان (کهکشان) و آسمان وابسته به تائو و تائو وابسته به خودش و بس. همه چیز از تائو سرچشمه گرفته و به سوی او باز خواهد گشت.
طبق اصول تائوئیسم، بدترین شکل حکومت آن است که به دست فیلسوفان اداره می‌شود؛ چرا که هر گونه سیر طبیعی را با فرضیه نابود می‌کنند و نقش آن‌ها در ایراد سخنرانی‌ها و خطابه‌های افراطی، جلوه دادن افکار و پیچیده نمودن باورها، خود علامت بی‌لیاقتی آن‌ها در عمل و فعالیت است. لائوتسه می‌گوید: «کسانی که هوشمند باشند، مبارزه و گفتگو نمی‌کنند… آن کس که سعی می‌کند با دانایی خود بر کشوری حکومت کند، آفت آن کشور است. اما آن کس که چنین نمی‌کند، نعمتی است برای کشور.»
در مذهب تائوئیسم، مرد با استعداد و شخص روشنفکر خطری برای دولت و کشور به‌شمار می‌رود؛ زیرا همه چیز را با ترازوی مقررات و قوانین می‌سنجد و همیشه در قالب مقررات و قوانین فکر می‌کند. چنین شخصی می‌خواهد جامعه را مانند علم هندسه بنا کند و متوجه نیست که چنین مقرراتی، آزادی حیات را به کمترین میزان می‌رساند. لائوتسه می‌گوید: «به‌طور یقین در سلطنت، افزایش محدودیت موجب ازدیاد فقر در مردم است. هر چه که بر منافع مردم افزوده شود، بی‌نظمی در کشور و قبیله نیز افزایش می‌یابد. هر چه که مردم در کارها مهارت بیشتری داشته باشند، فریب و حیله و شیوه‌های عجیب بیشتری ظاهر می‌شود. به هر میزان که قانون بیشتری وضع گردد، بر تعداد دزدان و غارتگران نیز افزوده می‌شود. طبیعت در زمان باستان، مردم و زندگی را ساده و صلح‌آمیز قرار داده و تمام جهان در شادی می‌زیسته، اما مردم با کسب علم، زندگی را با اختراعات خود، مبهم و پیچیده نمودند و کل معصومیت اخلاقی و ذهنی را از کف داده، از صحراها به شهرها رو آورده، شروع به تحریر کتب نمودند و تمام بدبختی‌های بشری و غیره از آنجا ریشه گرفته‌است. اگر دولت و کشور دچار بی‌نظمی است، شایسته نیست که آن را اصلاح نماییم یا تغییری در آن ایجاد کنیم، بلکه شایسته‌است که هر فردی، زندگی خود را با انجام منظم تکالیف همراه سازد. هرگاه مقاومت با زد و خورد و مقابله همراه گردید، شایسته‌است که دعوا نکنی یا جنگ برپا نسازی، بلکه با خاموشی و آرامی، خود را کنار بکشی و با تسلیم و صبر، پیروز شوی… عدم مقاومت به مراتب بیشتر از عمل، منجر به پیروزی می‌گردد.»
لائوتسه می‌گوید: «هرگاه تو جنگجوئی نکنی و حاضر به جنگ و دعوا نشوی، هیچ‌کس در این کره خاکی قادر نخواهد بود که با تو به جنگ برخیزد… من نسبت به کسانی که خوب هستند، خوبم و نسبت به کسانی که خوب نیستند، هم خوبم و بدین ترتیب، همه چیز و همه کس خوب خواهد شد. من نسبت به کسانی که صمیمی هستند، صمیمی‌ام و نسبت به کسانی که صمیمی نیستند، هم صمیمی‌ام و بدین ترتیب، همه چیز و همه کس صمیمی خواهد بود… نرمترین چیزها در عالم با نرمی بر سخت‌ترین چیزها غلبه می‌کند و از عهده آن بر می‌آید. در عالم، هیچ چیز نرمتر یا ضعیفتر از آب نیست. با وجود این برای حمله در برابر محکمترین چیزها، هیچ چیز بهتر از آب نیست.»
«آن کس که راه را می‌شناسد، دربارهٔ آن یک کلمه هم سخن نمی‌گوید و آن کس که دربارهٔ آن سخن می‌گوید، آن را نمی‌شناسد. آن کس که می‌داند، نمی‌گوید و آن کس که می‌گوید، نمی‌داند. مرد خردمند به هیچ وجه اهمیتی برای ثروت و قدرت قایل نیست، بلکه خواسته‌های خود را به حداقل بودیسم کاهش می‌دهد.»
کنفوسیوس در سن سی و چهار سالگی برای دیدار با لائوتسه که آخرین روزهای عمر خود را سپری می‌کرد، به شهر «لویانگ» پایتخت «چو» رفت و از اندیشه‌های وی آگاهی یافت. فلسفه لائوتسه به نظر کنفوسیوس عجیب رسید و بعدها درصدد ایجاد فلسفه عکس آن برآمد. کنفوسیوس در این ملاقات از پیر استاد خواست که به وی اندرزی دهد. لائوتسه با بیانی کوتاه و مرموز و تند، کنفوسیوس را پند داد: «... خود را از شر غرور، خودبینی، طمع، ناز، تظاهر و هدف‌های دور و دراز رها کن. رفتار تو چیزی به این‌ها نمی‌افزاید. این است اندرز من به تو.»
«سزوما چی ین» مورخ بزرگ چینی حکایت می‌کند که کنفوسیوس با شنیدن این کلمات، حکمت آن را درک کرد و آن را حمله و اهانت به خویشتن نپنداشت و پس از ملاقات با لائوتسه، مأموریت خود را آغاز کرد.